# John Carter (Eishockeyspieler)
John A. Carter (* 3. Mai 1963 in Winchester, Massachusetts) ist ein ehemaliger US-amerikanischer Eishockeyspieler, der im Verlauf seiner aktiven Karriere zwischen 1982 und 1995 unter anderem 244 Spiele für die Boston Bruins und San Jose Sharks in der National Hockey League auf der Position des linken Flügelstürmers bestritten hat.

## Karriere
Carter studierte zunächst von 1982 bis 1986 vier Jahre lang am Rensselaer Polytechnic Institute. Dort spielte der linke Flügelspieler gemeinsam mit Adam Oates und schaffte es in den Spielzeiten 1983/84 und 1984/85 ins Second bzw. First All-Star Team der Eastern College Athletic Conference der National Collegiate Athletic Association.
Trotzdem wurde Carter in keinem NHL Entry Draft ausgewählt, und so wurde er erst im Verlauf der Saison 1985/86 ungedraftet von der Boston Bruins aus der NHL unter Vertrag genommen. Dort blieb der US-Amerikaner bis Ende der Saison 1990/91. Er schaffte es jedoch nie sich über eine gesamte Spielzeit hinweg im Kader der Bruins zu etablieren und fand sich immer wieder beim Farmteam in der American Hockey League, den Maine Mariners, wieder. Carter gehörte aber zum Kader als Boston in der Spielzeit 1989/90 das Finale um den Stanley Cup erreichte, wo das Team den Edmonton Oilers in fünf Spielen unterlag. Im Sommer 1991 wechselte Carter als Free Agent zu den neu gegründeten San Jose Sharks. Dort spielte er zwei Jahre lang und wurde ebenfalls hauptsächlich in der International Hockey League beim Farmteam, den Kansas City Blades, eingesetzt. Mit diesen gewann er in der Saison 1991/92 den Turner Cup. Nach der Spielzeit 1992/93 verließ er die Sharks und spielte in den folgenden zwei Jahren für die Providence Bruins und die Worcester IceCats in der AHL. Nach der Saison 1994/95 beendete er seine Karriere.

### International
Für sein Heimatland nahm Carter an der Weltmeisterschaft 1986 in der sowjetischen Hauptstadt Moskau teil, wo er mit den US-Amerikanern den sechsten Rang belegte. In neun Turnierspielen punktete er dreimal, darunter befand sich ein Tor.

## Erfolge und Auszeichnungen
| - 1984 ECAC Second All-Star Team - 1984 NCAA East First All-American Team - 1985 ECAC First All-Star Team | - 1985 NCAA East Second All-American Team - 1992 Turner-Cup-Gewinn mit den Kansas City Blades |

## Karrierestatistik

### International
Vertrat die USA bei:
- Weltmeisterschaft 1986

(Legende zur Spielerstatistik: Sp oder GP = absolvierte Spiele; T oder G = erzielte Tore; V oder A = erzielte Assists; Pkt oder Pts = erzielte Scorerpunkte; SM oder PIM = erhaltene Strafminuten; +/− = Plus/Minus-Bilanz; PP = erzielte Überzahltore; SH = erzielte Unterzahltore; GW = erzielte Siegtore; 1 Play-downs/Relegation; Kursiv: Statistik nicht vollständig)